# Paepalanthus inopinatus
Paepalanthus inopinatus är en gräsväxtart som beskrevs av Harold Norman Moldenke. Paepalanthus inopinatus ingår i släktet Paepalanthus och familjen Eriocaulaceae. Inga underarter finns listade i Catalogue of Life.